# Terra Modena
Terra Modena è un'azienda italiana che costruisce motociclette con sede nella città di Modena.
Terra Modena è specializzata in costruzione di moto per supermotard monocilindriche a 4 tempi prodotte in piccola serie. È stata fondata nel 2003.
Attualmente in catalogo ci sono due moto: la 198 il cui nome vuole rappresentare il numero dei cilindri e l'alesaggio (98 mm), è caratterizzata da un motore da 450 cm³ dipinto di un colore rosso vivo, e la 198 Reverse che è il negativo della 198, con ruote lenticolari in carbonio e un manubrio di carbonio prodotti da Strawber.
Tutte le altre parti della motocicletta sono del colore naturale degli elementi di cui sono composti, alluminio, titanio, magnesio e carbonio nelle varie sfumature di grigio.
Per testare al meglio i modelli la Terra Modena ha partecipato anche alle competizioni motociclistiche delle Supermotard.

## La gamma attuale
- 198 (449,6 cc) 2005 -
- 198 Reverse (449,6 cc) 2006 -